# مایکروسافت آفیس
مایکروسافت آفیس یک مجموعهٔ اداری در بر گیرندهٔ نرم‌افزارهای یکپارچه با هم، سرورها و سرویس‌ها است که برای سیستم‌عامل‌های مایکروسافت ویندوز و مک‌اواس ساخته شده‌است. مایکروسافت آفیس در سال ۱۹۸۹ برای سیستم‌عامل مک اواس معرفی شد و در سال بعد یعنی ۱۹۹۰ نسخهٔ تحت ویندوز آن نیز به بازار آمد. اولین نسخه از مجموعه مایکروسافت آفیس شامل برنامه‌های مایکروسافت ورد، مایکروسافت اکسل و مایکروسافت پاورپوینت بود. همچنین برنامه‌های مایکروسافت اکسس و اسکجول پلاس در نگارش حرفه‌ای این نسخه وجود داشت.
آفیس مجموعه‌ای است که برای چندین سکوی مختلف عرضه شده‌است. نخستین و پراستفاده‌ترین نگارش مورد استفاده آن، نسخهٔ دسکتاپ است که برای سیستم‌عامل‌های ویندوز و مک‌اواس عرضه شده‌است. مایکروسافت همچنین نگارش‌های موبایل را برای سیستم‌عامل‌های اندروید و آی‌اواس توسعه می‌دهد. آفیس روی وب (به انگلیسی: Office on the web) نگارشی از آفیس است که توسط مرورگرهای وب اجرا می‌شود.
نسخهٔ کنونی درون-سازمانی دسکتاپ آفیس، آفیس ۲۰۲۱ است که در تاریخ ۵ اکتبر ۲۰۲۱ عرضه شده‌است.
در اکتبر ۲۰۲۲، مایکروسافت اعلام کرد که در ژانویه ۲۰۲۳، آفیس را به نفع مایکروسافت ۳۶۵ حذف خواهد کرد، اما نام آفیس همچنان برای محصولات قدیمی استفاده خواهد شد.

## برنامه‌ها

### برنامه‌ها و خدمات اصلی
- مایکروسافت ورد یک برنامهٔ واژه‌پرداز است.
- مایکروسافت اکسل یک برنامهٔ صفحه گسترده است.
- مایکروسافت پاورپوینت یک برنامهٔ ارائه است.
- مایکروسافت وان‌نوت یک برنامه برای یادداشت‌برداری است.
- مایکروسافت اَوت‌لوک (با اَوت‌لوک اکسپرس، Outlook.com و اوت‌لوک مبتنی بر وب اشتباه گرفته نشود) یک برنامهٔ مدیریت اطلاعات شخصی است که جایگزین سه برنامهٔ ویندوز مسیجینگ، مایکروسافت مِیل و شِجول پلاس از آفیس ۹۷ به بعد شد.
- مایکروسافت وان‌درایو یک خدمت میزبانی فایل است که اجازهٔ بارگذاری فایل‌ها و سپس دسترسی به آن‌ها را توسط موبایل یا مرورگر وب فراهم می‌کند.
- مایکروسافت تیمز یک پلتفرم است که امکانات ارتباطی مربوط به امور اداری را به صورتی یکپارچه ارائه می‌کند.
- اسکایپ یک نرم‌افزار کاربردی است که به کاربر اجازه می‌دهد به وسیله صدا روی پروتکل اینترنت تماس تلفنی برقرار کند.

### برنامه‌های انحصاری ویندوز
- مایکروسافت پابلیشر
- مایکروسافت اکسس
- مایروسافت پروجکت
- مایکروسافت ویزیو

### برنامه‌های انحصاری موبایل
- آفیس لنز
- آفیس موبایل
- آفیس ریموت

### برنامه‌های سرور
- مایکروسافت شِیرپوینت
- اسکایپ برای سرورهای تجاری
- مایکروسافت اکسچنج سرور

### خدمات وب
- مایکروسافت اِسوِی
- دل(شرکت)
- مایکروسافت فورمز
- مایکروسافت تودو
- اوت‌لوک مبتنی بر وب
- مایکروسافت پِلَنِر
- مایکروسافت استریم
- مایکروسافت بوکینگز

## تاریخچهٔ نگارش‌ها

### نگارش‌های تحت ویندوز
- مایکروسافت آفیس ۳٫۰ که با نام میاکروسافت آفیس ۹۲ هم شناخته می‌شود در ۳۰ اوت ۱۹۹۲ عرضه شد. این بسته شامل نرم‌فزارهای ورد ۲٫۰، اکسل ۴٫۰، پاورپوینت ۳٫۰ و مِیل ۳٫۰ بود. این نگارش، نخستین نگارشی بود که توسط لوح‌فشرده عرضه می‌شد. در سال ۱۹۹۳، مایکروسافت آفیس پروفشنال عرضه شد که نرم‌افزار اکسس ۱٫۱ را به این مجموعه اضافه می‌کرد.
- مایکروسافت آفیس ۴.ایکس
- مایکروسافت آفیس ۹۵
- مایکروسافت آفیس ۹۷
- مایکروسافت آفیس ۲۰۰۰
- مایکروسافت آفیس اکس‌پی
- مایکروسافت آفیس ۲۰۰۳
- مایکروسافت آفیس ۲۰۰۷
- مایکروسافت آفیس ۲۰۱۰
- مایکروسافت آفیس ۲۰۱۳
- مایکروسافت آفیس ۲۰۱۶
- مایکروسافت آفیس ۲۰۱۹
- مایکروسافت آفیس ۲۰۲۱
- مایکروسافت آفیس 2024

### نگارش‌های تحت مک‌اواس اکس
- مایکروسافت آفیس برای مک
- مایکروسافت آفیس ۱٫۵ برای مک
- مایکروسافت آفیس ۲٫۹ برای مک
- مایکروسافت آفیس ۴٫۲ برای مک
- مایکروسافت آفیس ۹۸ نسخهٔ مکینتاش
- مایکروسافت آفیس ۲۰۰۱
- مایکروسافت آفیس v.X
- مایکروسافت آفیس ۲۰۰۴ برای مک
- مایکروسافت آفیس ۲۰۰۸ برای مک
- مایکروسافت آفیس ۲۰۱۶ برای مک

### نگارش اندروید
- مایکروسافت آفیس اندروید